# 南京豆売り
「南京豆売り」（なんきんまめうり、スペイン語原題：El manicero）は、アフロ・キューバンのスタンダードナンバー。ハバナ出身のモイセス・シモン（Moisés Simón Rodríguez）が、露天商の掛け声から着想を得て、1927年に作詞・作曲した。
本項では、1959年にザ・ピーナッツの歌唱にて日本で発表されたカバーについても記述する。

## 概要
キューバン・ソンの楽曲であり、1928年にはリタ・モンタネルが歌い、パリを始めヨーロッパでヒットし、キューバ初のメジャーヒットとなった。これを受けて、1930年にドン・アスピアス楽団がニューヨークで演奏して大ヒットさせた。
その後、この曲の楽譜は1943年までにミリオンセラーとなり、作者のシモンは当時の金額で10万ドル以上のロイヤリティーを手にしたと言われている。
その後、アメリカとヨーロッパでルンバが大流行し、その波に乗って1940年代を通じて世界的にヒットした。ビッグバンド・ジャズのスタン・ケントン楽団がこの曲で成功を収めたのをはじめ、ザビア・クガートやペレス・プラードの楽団でも演奏されるなど、多くのミュージシャンにカバーされた。

## 日本でのカバー
日本においても戦前からレコードが発売されており、1930年代前半にはすでにエノケン喜劇（松竹座で開催）等で歌われていた。
ジャズの南里文雄が溜池フロリダで演奏する時は店で働く豆売りの少女がステージの前に座って聞いていた話が広がり小説家が取り上げた。南里は自分に気があると口説いたが曲が好きなだけと返事をしたため、傍によるなとつい言ってしまい少女が自殺未遂をしたという話がある。
その後1959年に、デビュー間もないザ・ピーナッツのテーマソングとしてカバーされ、同年4月に発売されたシングル「可愛い花」のB面に収録された。作詞は音羽たかし、編曲は宮川泰と内藤法美による。
英題の「The Peanut Vendor」（「The Peanuts Vendor」と表記されている文献や歌詞カードもある）の名の通り、最初期のザ・ピーナッツのテーマソングとしてテレビ番組等で歌唱されたこともあったが、後年はあまり歌われなくなった。
引退後に発売されている全曲集CDには収録される事は少ないが、CD-BOXなどにはこの楽曲が収録されていることもある。
後年にはあまり歌唱していなかったこともあり、テレビ番組等での同楽曲の歌唱映像はあまり残ってはいない。